# Maledivische Fußballnationalmannschaft der Frauen
Die maledivische Fußballnationalmannschaft der Frauen repräsentiert den Inselstaat Malediven im internationalen Frauenfußball. Da der nationale Verband Football Association of Maldives Mitglied im Weltverband FIFA und im Kontinentalverband AFC ist, ist die Mannschaft für die Teilnahme an der Qualifikation zur Asienmeisterschaft berechtigt. Bislang gelang es der Mannschaft sich weder für eine Asienmeisterschaft noch eine Weltmeisterschaft zu qualifizieren.

## Geschichte
Die erste Partie der Mannschaft, eine 0:17-Niederlage gegen Myanmar am 1. Oktober 2004, ist bis heute die höchste Niederlage in der Geschichte der Mannschaft. Auch wenn man sich bislang für noch kein großes Turnier qualifizieren konnte, nahm man an fünf Austragungen der Südasienmeisterschaft teil und kam hier in der Ausgabe 2016 erstmals auch ins Halbfinale. Weiter nahm man ab 2014 sowohl an den Asienspielen wie auch den Südasienspielen teil. Bei letzterem gelang in der Ausgabe des Jahres 2019 in Nepal, der dritte Platz bei dem Turnier.

## Turniere

### Weltmeisterschaft
- 1991: Nicht teilgenommen
- 1995: Nicht teilgenommen
- 1999: Nicht teilgenommen
- 2003: Nicht teilgenommen
- 2007: Nicht qualifiziert
- 2011: Nicht qualifiziert
- 2015: Nicht teilgenommen
- 2019: Nicht teilgenommen
- 2023: Nicht qualifiziert
- 2027: Nicht qualifiziert

### Asienmeisterschaft
- 1975: Nicht teilgenommen
- 1977: Nicht teilgenommen
- 1979: Nicht teilgenommen
- 1981: Nicht teilgenommen
- 1983: Nicht teilgenommen
- 1986: Nicht teilgenommen
- 1989: Nicht teilgenommen
- 1991: Nicht teilgenommen
- 1993: Nicht teilgenommen
- 1995: Nicht teilgenommen
- 1997: Nicht teilgenommen
- 1999: Nicht teilgenommen
- 2001: Nicht teilgenommen
- 2003: Nicht teilgenommen
- 2006: Nicht qualifiziert
- 2008: Nicht teilgenommen
- 2010: Nicht qualifiziert
- 2014: Nicht teilgenommen
- 2018: Nicht teilgenommen
- 2022: Nicht qualifiziert
- 2026: Nicht qualifiziert

### Asienspiele
- 1990: Nicht teilgenommen
- 1994: Nicht teilgenommen
- 1998: Nicht teilgenommen
- 2002: Nicht teilgenommen
- 2006: Nicht teilgenommen
- 2010: Nicht teilgenommen
- 2014: Gruppenphase
- 2018: Gruppenphase
- 2023: Nicht teilgenommen

### Südasienmeisterschaft
- 2010: Gruppenphase
- 2012: Gruppenphase
- 2014: Gruppenphase
- 2016: Halbfinale
- 2019: Gruppenphase
- 2022: Gruppenphase
- 2024: Gruppenphase